# 나와타 가쿠
나와타 가쿠(일본어: 名和田 我空, 2006년 7월 29일~)는 일본의 축구 선수로, 포지션은 공격수이다.

## 국가대표팀 경력
2022년, 일본 연령별 대표팀에 처음 차출됐다. 2023년 AFC U-17 아시안컵에서 득점왕과 함께 대회 최우수선수에 선정되었다. 10월 11일, 영국 신문 가디언은 그를 2006년생 세계 최고의 선수 중 한 명으로 꼽았다.
같은 해, 2023년 FIFA U-17 월드컵에 참가해 스페인을 상대로 득점을 기록했다.